# Гудевичи

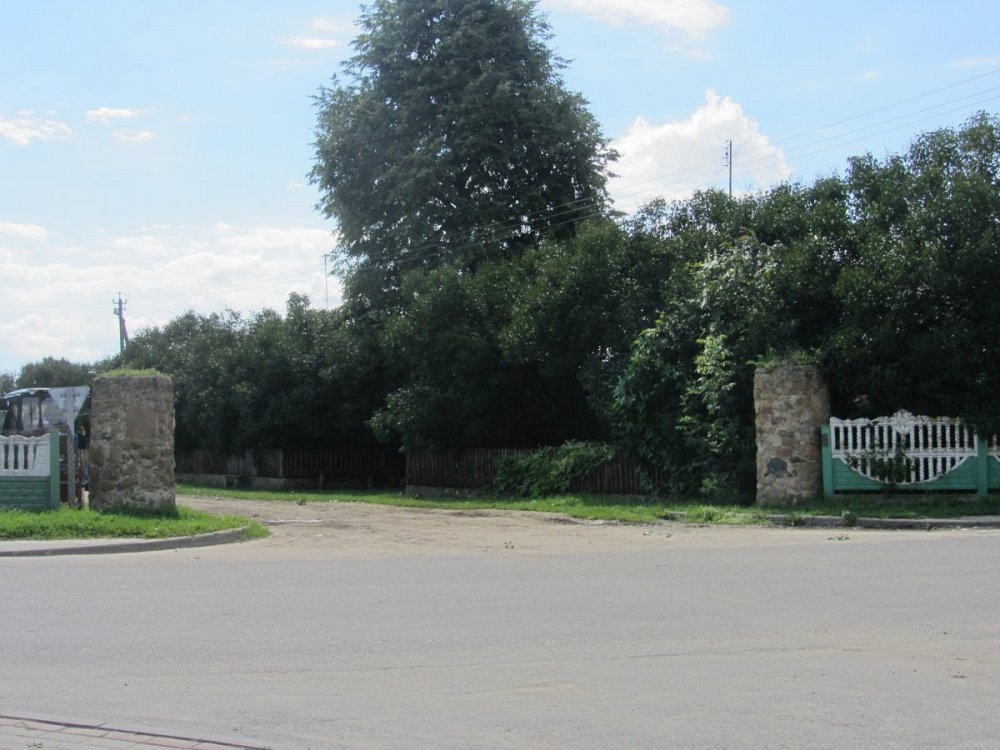
Усадьба Миклашевичей. Брама

Гу́девичи (бел. Гудзевiчы) — агрогородок в Мостовском районе Гродненской области Белоруссии. Центр Гудевичского сельсовета. В Гудевичах проживает 48 % населения сельсовета.

## География
До города Мосты 27 км, до ближайшей ж/д станции — Черлёна 20 км. До города Гродно 46 км. Находится на реке Веретейка и Бурчак, озёра Канавы и Ставы. Через агрогородок проходит дорога Н 6012.

## История
Существуют легенды о происхождении названия поселения. Гудевичи  стояли на большом и оживленном гостинце, издавна купцы и путешественники ехали через них из Белостока на Волковыск и другие города. Поэтому и говорили, что путь всегда гудел, от того и название деревни. Вторая легенда рассказвает, что в этой местности жила красивая девушка Гудя. Полюбила она красивого юношу из богатой семъи, как и он её. Но счастью молодых не суждено было сбыться, родители юноши не дали согласия на брак. Девушка погибла. В память о ней и назвали поселение. По другой версии, девушка Гудя не захотела выйти за пана замуж и за это пан приказал её утопить. Но более вероятным и научным считается происхождение названия от балтского слова “гудас”, что значит беларус. Гудасами балты-ятвяги, что жили когда-то в этой местности, называли славян.
Впервые упоминается в 1445 году как деревня Гудевичи-Гудовцы, входила в состав имения Гудевичи. В 1567 году шляхетская собственность, в Гродненском уезде ВКЛ. Затем деревня имела названия Гудевичи (от имени девушки Гуди) и Лятки. С 1795 года в составе Российской империи. В 1796 году фольварк Гудевичи в имении Есивсмонт в Гродненском уезде, с 1801 года в Гродненской губернии, 42 жителя.
В войну 1812 года около Гудевичей состоялся бой казаков Платова с передовыми отрядами Жерома Бонапарта.
В 1852 году начали строить каменную новую церковь (рядом со старой деревянной). Церковь освятили в честь Рождества Пресвятой Богородицы. Эта церковь в военное время не закрывалась. Попытка была, но вся местная молодежь вышла и стала перед церковью, сказали, что мы не за себя здесь стоим, а за своих родителей. Всех тогда арестовали, завезли в Мосты, назавтра, говорят, выпустили. Эта церковь действует и сегодня. В польское время (в 1938 году) в этой церкви священником служил Виталий Железнякович, службы он вел исключительно на белорусском языке. После Второй мировой войны, сюда приехало НКВД, сначала они арестовали сына священника, а позже арестовали и самого священника и осудили его на 25 лет сталинских лагерей. Когда умер Сталин, людей стали выпускать на волю. Выпустили и Виталия Железняковича, но ему было запрещено жить на Родине. Он был вынужден оставить Беларусь и выехать в Россию.
В 1863 году в Гудевичи было открыто народное училище. В 1886 деревня стала центром волости Гродненского уезда, жило 172 человека, была ветряная мельница, питейный дом, народное училище (96 мальчиков и 10 девочек), церковь.
Павел Францевич Миклошевич (ему раньше принадлежали Гудевичи) был хорошим хозяином и набожным человеком. В 1908 году в деревне он поставил памятник, на котором было написано: Господи, заступи и спаси нас и наши земли от града и всех напастей. В советское время атеисты убрали этот памятник, но люди снова поставили его на место, его опять ночью пришли и убрали атеисты, оттянули в сторону. Местные жители тогда спрятали его у себя и только в 1990-х годах этот памятник снова поставили в Гудевичах. Этот памятник стоит в деревне как доказательство тому, что тьме свет не победить никогда.
С 01.01.1919 года в составе БССР. С 12.07.1920 года деревня в подчинении Литвы, с октября 1920 года – польских властей. С марта 1921 года да 1939 года в составе Польши, затем в составе БССР. С 12.10.1940 года центр Гудевичского сельского Совета Волковысского района Белостокской области.
С конца июня 1941г. до 15.07.1944г. деревня оккупирована немецко-фашистскими захватчиками. С 20.09.1944 года в Гродненской области. В 1951 году организован колхоз “Правда”, председателем которого был М. П. Бибила. В 1957 году важным событием стало строительство нового здания школы. С 06.01.1965 года в Мостовском районе. В 1971 году 63 хозяйства, 201 житель, центр колхоза “Искра”. В 1976 году состоялось объединение двух соседних хозяйств “Гудевичи” и “Искра”. Председателем объединённого колхоза стал М. С. Пронько.
Про Гудевичи знают благодаря Гудевичскому литературно-краеведческому музею, который был создан ещё в 1965 году. Основателем его является Алесь Николаевич Белакоз. В музее находится более 13 000 экспонатов.

## Демография
- 1886 год — 172 чел., 15 домов
- 1971 год — 201 чел., 63 дома
- 1997 год — 662 чел., 196 домов
- 2001 год — 727 чел., 231 дом
- 2009 год — 732 чел.
- 2017 год — 266 домов
- 2020 год — 690 чел.

Изменение численности населения
Изменение количества домов

## Инфраструктура

### Здравоохранение
В агрогородке находится Гудевичская врачебная амбулатория. Есть аптека четвёртой категории.

### Образование
В Гудевичах находится ГУО «Гудевичская средняя школа», ГУО «Гудевичский детский сад».

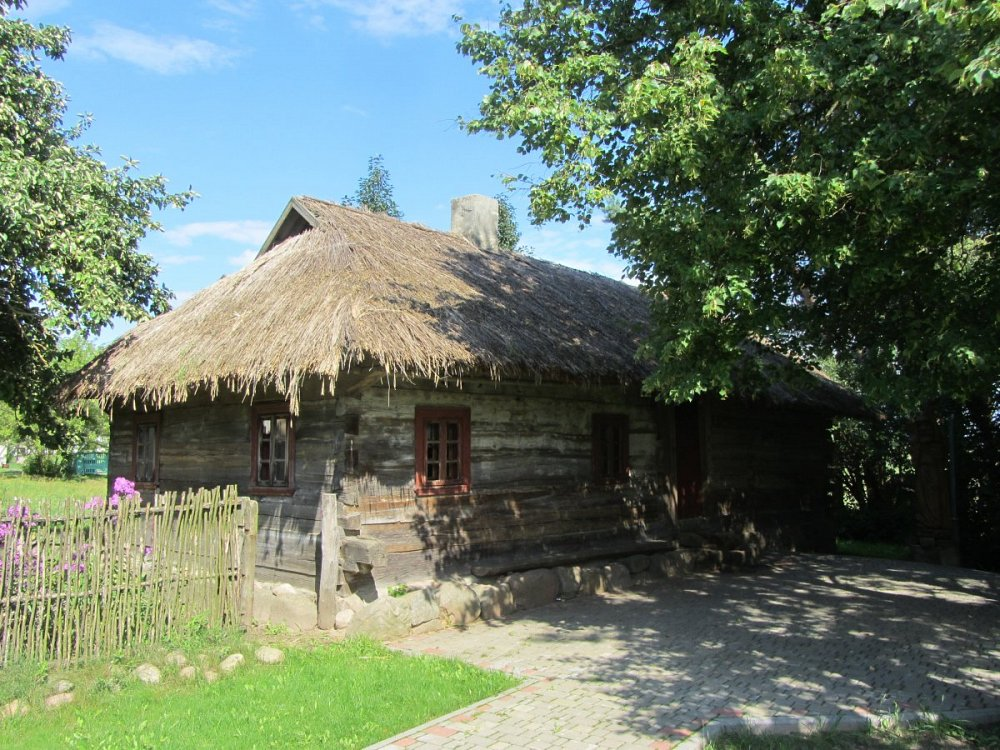
Гудевичский государственный литературно-краеведческий музей

### Музеи
Музей белорусской литературы и этнографии, Гудевичский государственный литературно-краеведческий музей.

### Культура
Филиал «Гудевичский центр досуга и культуры» ГУ «Мостовский районный центр культуры», Гудевичская библиотека — центр национальных культур ГУК «Мостовская районная библиотека», ГУО «Мостовская детская школа искусств» структурное подразделение аг. Гудевичи.

### Бани
Баня ЗАО «Гудевичи» на 2 отделения.

### Культовые здания
- Храм Рождества Пресвятой Богородицы — вместимостью 700 человек.

## Уличная система

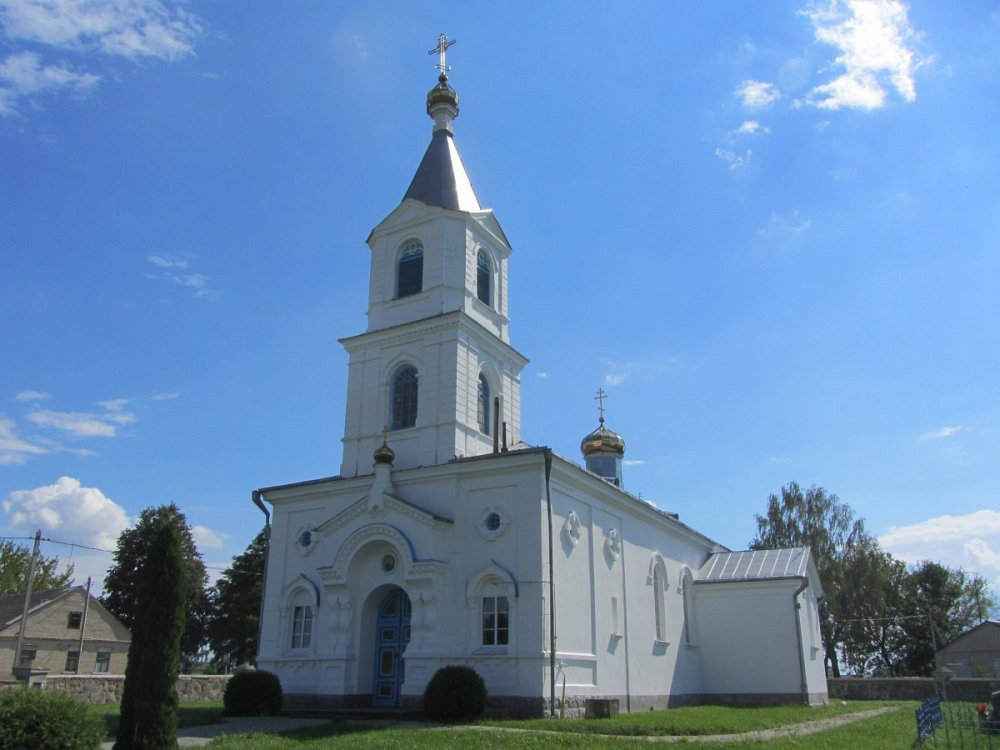
Храм Рождества Пресвятой Богородицы

Агрогородок представляет собой 7 улиц и 3 переулка.

## Достопримечательности
- Храм Рождества Пресвятой Богородицы (1887 год)
- Усадьба Миклашевичей. Брама
- Гудевичский государственный литературно-краеведческий музей — размер фонда 13,4 тыс. вещей